# Kościół Wniebowzięcia Najświętszej Maryi Panny w Prozorokach
Kościół Wniebowzięcia Najświętszej Maryi Panny w Prozorokach – kościół parafialny w agromiasteczku Prozorokach na Białorusi, w obwodzie witebskim.

## Historia
Poprzedni drewniany kościół, dzwonnica i dwa budynki plebanii spłonęły podczas pożaru miasta 14 sierpnia 1892 r. W listopadzie tego roku parafianie otrzymali zgodę gubernatora wileńskiego Iwana Kachanowa na odbudowę plebanii i tymczasowej sali modlitewnej. W 1896 r. uzyskano zgodę na budowę nowego kościoła. 12 sierpnia 1899 r. ks. bp Stefan Zwierowicz poświęcił kamień węgielny pod budowę świątyni. Kościół zbudowano w stylu neoromańskim w latach 1899-1907 z cegły. Konsekracji dokonano 14 października 1907 r. W 1950 r. kościół zamknięto i urządzono w nim spichlerz. Będąc w posiadaniu kołchozu, uległ znacznej dewastacji. 29 czerwca 1989 r. został zwrócony Kościołowi. Po rocznym remoncie został poświęcony przez ks. Lucjana Pawlika MIC.

## Architektura
Budynek to trójnawowa bazylika z szerokim transeptem, pięciokątną apsydą i dwoma niskimi zakrystiami. Fasada jest obramowana dwiema kwadratowymi wieżami.